# Kanton Bar-sur-Aube
Der Kanton Bar-sur-Aube ist ein französischer Wahlkreis im Département Aube in der Region Grand Est. Er umfasst 48 Gemeinden im Arrondissement Bar-sur-Aube und hat sein bureau centralisateur in Bar-sur-Aube. Im Rahmen der landesweiten Neuordnung der französischen Kantone wurde er im Frühjahr 2015 erheblich erweitert.

## Gemeinden
Der Kanton besteht aus 48 Gemeinden mit insgesamt 13.022 Einwohnern (Stand: 1. Januar 2022) auf einer Gesamtfläche von 585,10 km²:
| Gemeinde                  | Einwohner 1. Januar 2022 | Fläche km² | Dichte Einw./km² | Code INSEE | Postleitzahl |
| ------------------------- | ------------------------ | ---------- | ---------------- | ---------- | ------------ |
| Ailleville                | 223                      | 5,01       | 45               | 10002      | 10200        |
| Arconville                | 107                      | 15,00      | 7                | 10007      | 10200        |
| Arrentières               | 187                      | 13,91      | 13               | 10011      | 10200        |
| Arsonval                  | 289                      | 7,58       | 38               | 10012      | 10200        |
| Baroville                 | 268                      | 17,32      | 15               | 10032      | 10200        |
| Bar-sur-Aube              | 4.743                    | 16,27      | 292              | 10033      | 10200        |
| Bayel                     | 741                      | 23,00      | 32               | 10035      | 10310        |
| Bergères                  | 111                      | 5,81       | 19               | 10039      | 10200        |
| Bligny                    | 161                      | 22,74      | 7                | 10048      | 10200        |
| Champignol-lez-Mondeville | 259                      | 44,17      | 6                | 10076      | 10200        |
| Chaumesnil                | 109                      | 11,07      | 10               | 10093      | 10500        |
| Colombé-la-Fosse          | 163                      | 9,31       | 18               | 10102      | 10200        |
| Colombé-le-Sec            | 155                      | 8,78       | 18               | 10103      | 10200        |
| Couvignon                 | 197                      | 13,43      | 15               | 10113      | 10200        |
| Crespy-le-Neuf            | 125                      | 10,19      | 12               | 10117      | 10500        |
| Éclance                   | 87                       | 11,48      | 8                | 10135      | 10200        |
| Engente                   | 28                       | 5,12       | 5                | 10137      | 10200        |
| Épothémont                | 154                      | 10,43      | 15               | 10139      | 10500        |
| Fontaine                  | 247                      | 5,68       | 43               | 10150      | 10200        |
| Fravaux                   | 36                       | 3,72       | 10               | 10160      | 10200        |
| Fresnay                   | 50                       | 7,54       | 7                | 10161      | 10200        |
| Fuligny                   | 40                       | 10,34      | 4                | 10163      | 10200        |
| Jaucourt                  | 141                      | 6,61       | 21               | 10176      | 10200        |
| Juvancourt                | 108                      | 8,29       | 13               | 10182      | 10310        |
| Juzanvigny                | 130                      | 7,64       | 17               | 10184      | 10500        |
| La Chaise                 | 32                       | 8,81       | 4                | 10072      | 10500        |
| La Rothière               | 125                      | 7,13       | 18               | 10327      | 10500        |
| Ville-aux-Bois            | 28                       | 5,56       | 5                | 10411      | 10500        |
| Lévigny                   | 91                       | 13,75      | 7                | 10194      | 10200        |
| Lignol-le-Château         | 160                      | 21,85      | 7                | 10197      | 10200        |
| Longchamp-sur-Aujon       | 366                      | 16,39      | 22               | 10203      | 10310        |
| Maisons-lès-Soulaines     | 64                       | 6,16       | 10               | 10219      | 10200        |
| Meurville                 | 155                      | 16,35      | 9                | 10242      | 10200        |
| Montier-en-l’Isle         | 218                      | 10,55      | 21               | 10250      | 10200        |
| Morvilliers               | 270                      | 15,64      | 17               | 10258      | 10500        |
| Petit-Mesnil              | 202                      | 14,83      | 14               | 10286      | 10500        |
| Proverville               | 223                      | 6,98       | 32               | 10306      | 10200        |
| Rouvres-les-Vignes        | 114                      | 8,28       | 14               | 10330      | 10200        |
| Saulcy                    | 62                       | 11,39      | 5                | 10366      | 10200        |
| Soulaines-Dhuys           | 419                      | 20,06      | 21               | 10372      | 10200        |
| Spoy                      | 147                      | 10,36      | 14               | 10374      | 10200        |
| Thil                      | 106                      | 19,42      | 5                | 10377      | 10200        |
| Thors                     | 68                       | 8,33       | 8                | 10378      | 10200        |
| Urville                   | 110                      | 12,20      | 9                | 10390      | 10200        |
| Vernonvilliers            | 57                       | 7,66       | 7                | 10403      | 10200        |
| Ville-sous-la-Ferté       | 908                      | 19,77      | 46               | 10426      | 10310        |
| Ville-sur-Terre           | 97                       | 16,10      | 6                | 10428      | 10200        |
| Voigny                    | 141                      | 7,09       | 20               | 10440      | 10200        |
| Kanton Bar-sur-Aube       | 13.022                   | 585,10     | 22               | 1003       | –            |

Bis zur landesweiten Neuordnung der französischen Kantone im März 2015 gehörten zum Kanton Bar-sur-Aube die 23 Gemeinden Ailleville, Arconville, Arrentières, Arsonval, Bar-sur-Aube, Baroville, Bayel, Bergères, Champignol-lez-Mondeville, Colombé-le-Sec, Couvignon, Engente, Fontaine, Jaucourt, Juvancourt, Lignol-le-Château, Longchamp-sur-Aujon, Montier-en-l’Isle, Proverville, Rouvres-les-Vignes, Urville, Ville-sous-la-Ferté und Voigny. Sein Zuschnitt entsprach einer Fläche von 299,09 km2. Er besaß vor 2015 denselben INSEE-Code als heute, nämlich 1003.

## Politik
| Vertreter im Departementrat | Vertreter im Departementrat               | Vertreter im Departementrat |
| Amtszeit                    | Namen                                     | Partei                      |
| --------------------------- | ----------------------------------------- | --------------------------- |
| 2015–                       | Philippe Dallemagne Marie-Noëlle Rigollot | DVD                         |

## Bevölkerungsentwicklung
| 1962   | 1968   | 1975   | 1982   | 1990   | 1999   | 2006   | 2011   |
| ------ | ------ | ------ | ------ | ------ | ------ | ------ | ------ |
| 12.337 | 13.832 | 14.703 | 14.361 | 13.650 | 12.696 | 12.055 | 11.409 |